# Farnesův Atlás

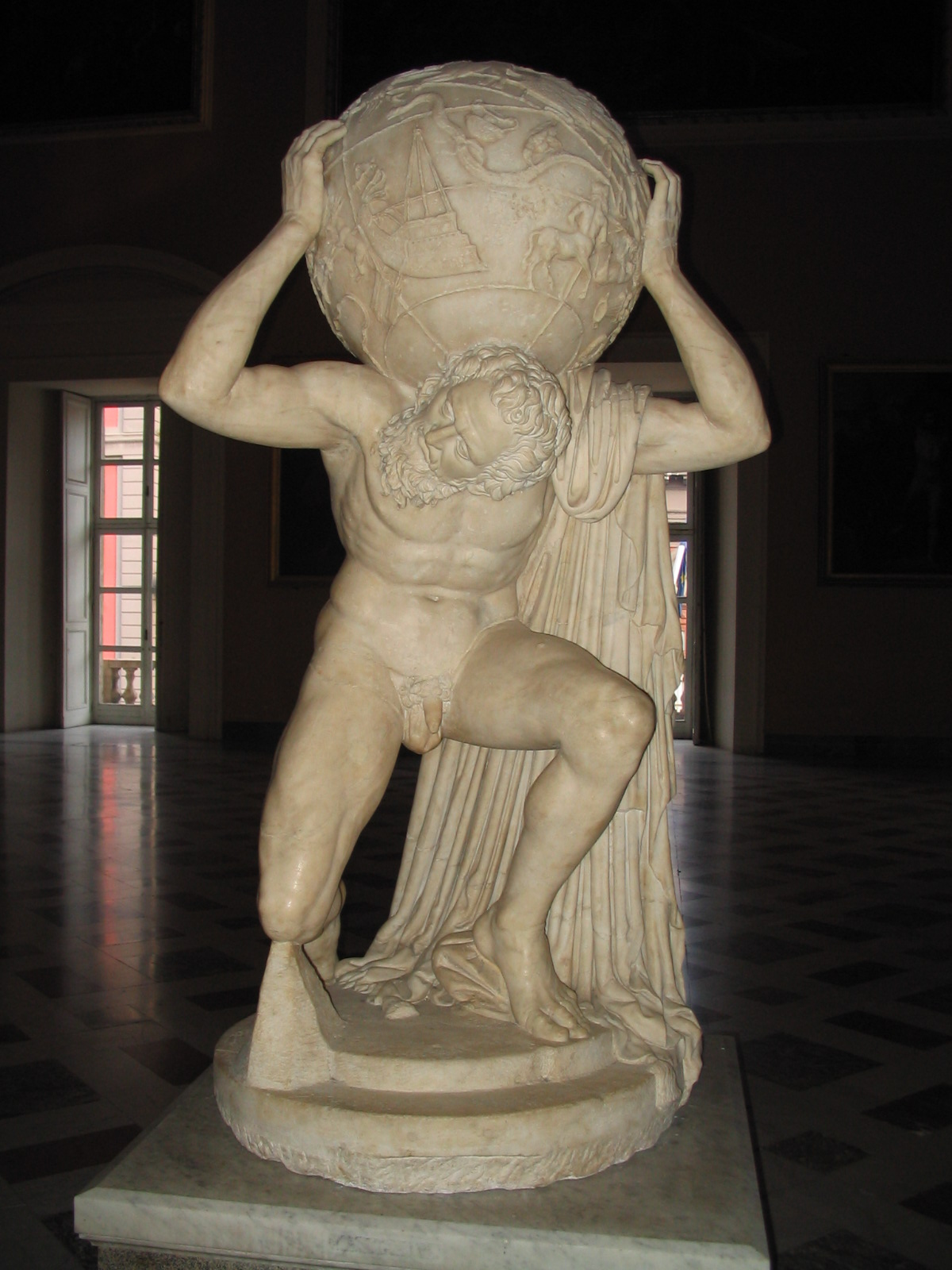
Farnesův Atlás, Národní archeologické muzeum v Neapoli

Farnesův Atlás je římská mramorová socha ze 2. století, kterou je zobrazen Atlás držící nebeský glóbus. Tento Titán z řecké mytologie je zastoupen i ve dřívější řecké vázové malbě, zde ale jde o nejstarší dochovanou Atlantovu sochu, která je pravděpodobně kopií díla z helénistického období. Atlás trpí pod tíhou nebes, která nese jako trest za vzpouru proti Diovi. Zároveň jde o nejstarší dochované znázornění nebeské sféry a klasických souhvězdí. Socha je součástí sbírek Národním archeologickém muzeu v Neapoli v Itálii. Je datována do období Římské říše kolem roku 150 n. l. a po sepsání Almagestu Klaudiem Ptolemaiem, ale předpokládá se, že nebeský glóbus zobrazuje souhvězdí z katalogu dřívějších helénských astronomů, jako je Hipparchos ze 2. století př. n. l. Jednotlivé hvězdy zobrazeny nejsou, vyznačeny jsou ale důležité kružnice – rovník, obratníky, polární kruhy, ekliptika, kolur rovnodennosti aj. Socha je vysoká 2,1 metru a nebeský glóbus má průměr 65 cm. Název Farnesův Atlás odráží jeho akvizici kardinálem Alessandrem Farnesem na počátku 16. století a následným vystavením ve vile Farnese.

## Glóbus
Glóbus zobrazuje noční oblohu pozorovanou z vnějšku nebeské sféry, souhvězdí zobrazená nízkými reliéfy se tedy jeví převrácená oproti pozorování zevnitř, tedy ze Země. Také figury jsou na glóbu obráceny vzásadě dovnitř, tedy zády k pozorovateli. Zobrazeno je 41 (podle některých zdrojů 42) ze 48 klasických řeckých souhvězdí dochovaných u Ptolemaia, jako Beran, Labuť a Herkules. Kvůli poškození nebo dotyku s jinými hmotami některá souhvězdí chybí (Malý Medvěd), jiná jsou neúplná (Drak). 
Několik případů je zvláštních. Souhvězdí Velkého psa má kolem hlavy (Sirius) paprsky. Severně od souhvězdí Raka (Kraba) je neznámá pravoúhlá struktura. Drak má podobu spíše hada. Pozoruhodné také je, že průsečíky rovníku s kružnicí, která by měla být rovnodennostním kolurem, jsou poněkud posunuté oproti průsečíku rovníku s ekliptikou.

## Datace originálu
Otázka datace a zdroje poznání pro nebeský glóbus není zatím uspokojivě dořešená. 
Astronom a historik Francesco Bianchini v 17. století ve své Storia universale uvádí zjištění svého staršího současníka Cassiniho, že se pozice první hvězdy Berana odlišuje o 10° od pozice v jeho době, dále že oko Býka je vzdáleno o 40° od prvního bodu Raka a poloha souhvězdí souhlasí s Ptolemaiem. Tak datoval vznik glóbu do antiky. Astronom Eduard Heis v úvodu k Atlas coelestis novus (1872) tvrdí, že podle polohy jarního bodu glóbus nemůže být pozdější než 300 př. n. l.